# 와리오 월드
《와리오 월드》는 트레저가 개발하고 닌텐도가 배급한 2003년 플랫폼 게임이다. 《와리오》 시리즈의 일환으로서 제작된 작품으로 게임큐브로 개발됐다.
와리오를 주인공으로 자신의 보물과 성을 강탈한 블랙 주얼을 물리치는 내용을 담았다. 《슈퍼 마리오 선샤인》와 유사한 플랫폼 위주 게임플레이에 전투를 결합한 것이 특징이다.

## 반응
《와리오 월드》 일본 판매량은 14만 2천 장을 기록했다.

## 참조

### 주해
1. ↑  영어: Wario World, 일본어: ワリオワールド